# Presidente de la Cámara de Diputadas y Diputados de Chile
El Presidente de la Cámara de Diputadas y Diputados de Chile es la máxima autoridad de la Cámara de Diputadas y Diputados de aquel país sudamericano. El cargo fue establecido en el año 1811 por el Primer Congreso Nacional de Chile.
Se encuentra tras los ministro de estado y el presidente del Senado en la línea de sucesión del presidente de la República, en caso de impedimento temporal o vacancia, según la Constitución Política de la República (Art. 29).
El cargo está actualmente en manos de Jose Miguel Castro de Renovación Nacional (RN), elegido el 7 de abril de 2025. Detrás de él están sus vicepresidentes; el primero es Gaspar Rivas (Ind) y el segundo, Eric Aedo (PDC).

## Elección
La mesa que dirige la Cámara de Diputados de Chile está compuesta por un Presidente, un Primer Vicepresidente y un Segundo Vicepresidente. Es electa, por mayoría absoluta de los diputados, y en votación pública. La mesa de Cámara, así elegida, dura en sus funciones hasta el término del período legislativo. El presidente y los vicepresidentes de la Cámara pueden ser reelegidos. 
Generalmente se producen acuerdos de alternancia entre las bancadas de partidos políticos en las que se agrupan los diputados, de un sector y otro, para elegir y ocupar por espacios cortos de tiempo la presidencia de la Corporación, haciendo más equitativo el desempeño de este rol.

## Funciones

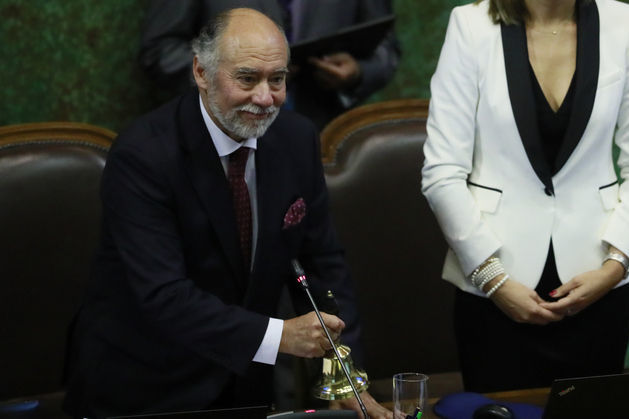
Iván Flores García presidiendo la Cámara de Diputados en 2019.

El presidente y los vicepresidentes toman asiento en la testera de la Sala de la Cámara de Diputados. El presidente ocupa el centro, los vicepresidentes se ubican a su izquierda, según su orden de precedencia, y a su derecha, el secretario; el prosecretario se ubica a la izquierda de los Vicepresidentes. 
El Presidente de la Cámara de Diputados no tiene en la sala de sesiones tratamiento especial, debiendo dirigirle la palabra en tercera persona, tal como a los demás diputados. En las comunicaciones oficiales se le da el tratamiento de Excelencia. 
El presidente, sólo con el acuerdo de la Cámara puede dirigir y contestar, de palabra o por escrito, comunicaciones en nombre de ella, salvo en los períodos de receso en que lo puede hacer directamente, pero debe dar cuenta de ello a la Cámara, en su primera sesión. 
1. Presidir las sesiones y dirigir los debates.
2. Declarar la inadmisibilidad de los proyectos y de las indicaciones en conformidad a los artículos 15 y 25 de la Ley Orgánica Constitucional del Congreso Nacional.
3. Proveer la cuenta diaria con arreglo a la Constitución, a la Ley Orgánica Constitucional del Congreso Nacional, a las leyes y al Reglamento de la Cámara.
4. Fijar las proposiciones que hayan de discutirse por la Cámara.
5. Cuidar de la observancia del Reglamento de la Cámara y, en general, hacer uso de todas las facultades y atribuciones que él le otorga.
6. Pedir el auxilio de la fuerza pública y ordenar el uso de ella para conservar o restablecer el orden, la seguridad, el respeto y la libertad de la Cámara.
7. Llamar al orden al que falte a él y mantenerlo en la Sala.
8. Hacer despejar las tribunas cuando los asistentes a ellas falten al orden.
9. Suscribir las actas de las sesiones, las comunicaciones oficiales que se dirijan a nombre de la Cámara y los otros documentos que requieran su firma.
10. Citar a las Comisiones para que se constituyan, cuando esté ausente su presidente o cuando deban estudiar algún asunto que, por el Reglamento o por acuerdo de la Cámara, tenga un plazo determinado.
11. Citar a los jefes de los Comités cuando lo estime conveniente, con cuatro horas de anticipación, a lo menos. Este tiempo no regirá si hace la citación durante alguna sesión de la Cámara.
12. Abrir, suspender y levantar las sesiones en conformidad al Reglamento. La suspensión podrá ser hasta por quince minutos o, en el caso del número anterior, por todo el tiempo que dure la reunión de los jefes de los Comités.
13. Conceder la palabra a los diputados en el orden en que la soliciten, y pidiéndola varios a un tiempo, a su arbitrio.
14. Llamar al orden al diputado que se desvíe de la cuestión en examen.
15. Cerrar el debate cuando proceda su clausura, o cuando, ofrecida dos veces la palabra, ningún diputado hace uso de ella, sin perjuicio de lo dispuesto en el inciso penúltimo del artículo 132 del Reglamento de la Cámara (tiempo de los Comités, salvo renuncia).
16. Ordenar que se reciba la votación, fijar su orden y proclamar las decisiones de la Cámara.
17. Constituir la sala en sesión secreta conforme al artículo 161 del Reglamento de la Cámara. Constituida la Sala en sesión secreta, quedará, por este solo hecho, suspendida la sesión, que se reabrirá una vez que hayan sido despejadas las tribunas.
18. Conceder, cuando la Cámara esté en receso, los permisos a que se refiere el artículo 35 del Reglamento de la Cámara (ausencia del país de un diputado por más de treinta días).
19. Comunicar al ministro de Hacienda las necesidades presupuestarias de la Cámara de Diputados y, de común acuerdo con presidente del Senado, las del Congreso Nacional, en conformidad al artículo 53 de Ley Orgánica del Congreso Nacional.
20. Rendir una cuenta pública de la actividad de la Corporación al término de cada legislatura.

Por ausencia, enfermedad o renuncia del Presidente de la Cámara, ejercerán sus funciones los vicepresidentes, según el orden de precedencia, y, en defecto de ellos, el último de los que hayan desempeñado el cargo de presidente o vicepresidente. En defecto de todos, el que la Cámara designe.

## Tratamiento
Al Presidente de la Cámara de Diputados se le otorga el título de "Su Excelencia", que sólo se utiliza formalmente o en documentos oficiales. El título de "El Honorable" se otorga a todos los miembros de la Cámara de Diputados, incluido su presidente.
El presidente debe ser referido en tercera persona como el resto de miembros de la Cámara.

## Lista de presidentes

### Presidentes de corporaciones anteriores a la Cámara de Diputados
Esta lista los presidentes de cuerpos análogos a la Cámara de Diputados que tuvieron vigencia en Chile durante la Patria Vieja y la organización de la República:
- El Primer Congreso Nacional entre julio y diciembre de 1811.
- La Convención Preparatoria entre julio y octubre de 1822, y su Corte de Representantes que funcionó hasta enero de 1823.
- El Congreso General Constituyente entre agosto y diciembre de 1823.
- El Congreso General de la Nación entre noviembre de 1824 y mayo de 1825.
- El Congreso Nacional Constituyente entre julio de 1826 y junio de 1827, y su Comisión Nacional que funcionó hasta febrero de 1828.
- El Congreso General Constituyente entre febrero y agosto de 1828.

En agosto de 1828 se inauguró el primer período legislativo del Congreso Nacional en su forma bicameral.

#### Primer Congreso Nacional (1811)
| Retrato | Nombre                                                     | Inicio                   | Final                    | Partido | Partido  |
| ------- | ---------------------------------------------------------- | ------------------------ | ------------------------ | ------- | -------- |
|         | Coronel Juan Martínez de Rozas Accesitario (1759-1813)     | 4 de julio de 1811       | 4 de julio de 1811       |         | Exaltado |
|         | Juan Antonio Ovalle (1750-1819)                            | 4 de julio de 1811       | 20 de julio de 1811      |         | Moderado |
|         | Maestre de Campo Martín Calvo Encalada (1756-1828)         | 20 de julio de 1811      | 5 de agosto de 1811      |         | Moderado |
|         | Teniente coronel Manuel Pérez Cotapos Guerrero (1755-1811) | 5 de agosto de 1811      | 20 de agosto de 1811     |         | Realista |
|         | Presbítero Juan Cerdán Campaña (1773-1832)                 | 20 de agosto de 1811     | 20 de septiembre de 1811 |         | Realista |
|         | Presbítero Joaquín Larraín Salas (1754-1824)               | 20 de septiembre de 1811 | 19 de octubre de 1811    |         | Exaltado |
|         | Canónigo Juan Pablo Fretes (1767-1817)                     | 19 de octubre de 1811    | 22 de noviembre de 1811  |         | Exaltado |
|         | Maestre de Campo Joaquín Echeverría Larraín (1774-1835)    | 22 de noviembre de 1811  | 2 de diciembre de 1811   |         | Exaltado |

#### Convención Preparatoria (1822)
| Retrato | Nombre                                              | Inicio                                        | Final                                    | Votos |
| ------- | --------------------------------------------------- | --------------------------------------------- | ---------------------------------------- | ----- |
|         | Francisco Ruiz-Tagle Portales (1790-1860)           | 23 de julio de 1822                           | 23 de agosto de 1822                     | —     |
|         | Presbítero Casimiro Albano-Pereira Cruz (1783-1849) | 23 de agosto de 1822                          | 23 de septiembre de 1822                 | acl.  |
|         | Francisco Ruiz-Tagle Portales (1790-1860)           | 23 de septiembre de 182230 de octubre de 1822 | 30 de octubre de 182222 de enero de 1823 | —acr. |

#### Organización de la República (1823-1833)
| N.º | Presidente de la Cámara de Diputados                                                                                 | Presidente de la Cámara de Diputados                                                                                 | Partido-Tendencia | Partido-Tendencia | Período                 | Período                 | Período                   |
| N.º | Presidente de la Cámara de Diputados                                                                                 | Presidente de la Cámara de Diputados                                                                                 | Partido-Tendencia | Partido-Tendencia | Inicio                  | Término                 | Tiempo en el cargo        |
| --- | --- | --- | --- | --- | ----------------------- | ----------------------- | ------------------------- |
| Suspensión de la Corte de Representantes (reemplazada por el Consejo de Estado de 1823)                              | Suspensión de la Corte de Representantes (reemplazada por el Consejo de Estado de 1823)                              | Suspensión de la Corte de Representantes (reemplazada por el Consejo de Estado de 1823)                              | Suspensión de la Corte de Representantes (reemplazada por el Consejo de Estado de 1823)                              | Suspensión de la Corte de Representantes (reemplazada por el Consejo de Estado de 1823)                              | 30 de enero de 1823     | 30 de marzo de 1823     | 2 meses                   |
| Presidente del Congreso de Plenipotenciarios de 1823                                                                 | | | | |                         |                         |                           |
| 1 | | Juan Egaña Risco | | Pelucón | 30 de marzo de 1823     | 4 de abril de 1823      | 5 días                    |
| Término de funciones del Congreso de Plenipotenciarios (reemplazado por el Senado Legislador y Conservador)          | Término de funciones del Congreso de Plenipotenciarios (reemplazado por el Senado Legislador y Conservador)          | Término de funciones del Congreso de Plenipotenciarios (reemplazado por el Senado Legislador y Conservador)          | Término de funciones del Congreso de Plenipotenciarios (reemplazado por el Senado Legislador y Conservador)          | Término de funciones del Congreso de Plenipotenciarios (reemplazado por el Senado Legislador y Conservador)          | 11 de abril de 1823     | 8 de agosto de 1823     | 3 meses y 28 días         |
| Presidentes del Congreso General Constituyente                                                                       | | | | |                         |                         |                           |
| - | | Manuel de Salas y Corbalán (provisional)                                                                             | | Pipiolo | 9 de agosto de 1823     | 12 de agosto de 1823    | 3 días                    |
| 1 | | Juan Egaña Risco | | Pelucón | 12 de agosto de 1823    | 12 de diciembre de 1823 | 4 meses                   |
| 2 | | Fernando Errázuriz de Aldunate                                                                                       | | Pelucón | 12 de diciembre de 1823 | 31 de diciembre de 1823 | 19 días                   |
| Término de funciones del Congreso General Constituyente (reemplazado por el Senado Legislador y Conservador de 1824) | Término de funciones del Congreso General Constituyente (reemplazado por el Senado Legislador y Conservador de 1824) | Término de funciones del Congreso General Constituyente (reemplazado por el Senado Legislador y Conservador de 1824) | Término de funciones del Congreso General Constituyente (reemplazado por el Senado Legislador y Conservador de 1824) | Término de funciones del Congreso General Constituyente (reemplazado por el Senado Legislador y Conservador de 1824) | 3 de enero de 1824      | 21 de julio de 1824     | 6 meses y 18 días         |
| Congresos Nacionales Temporales                                                                                      | Congresos Nacionales Temporales                                                                                      | Congresos Nacionales Temporales                                                                                      | Congresos Nacionales Temporales                                                                                      | Congresos Nacionales Temporales                                                                                      | 21 de julio de 1824     | 10 de noviembre de 1824 | 3 meses y 20 días         |
| Presidentes del Congreso General de la Nación                                                                        | | | | |                         |                         |                           |
| 1 | | Joaquín Larraín Salas                                                                                                | | Pelucón | 10 de noviembre de 1824 | 22 de noviembre de 1824 | 12 días                   |
| 2 | | José Gregorio Argomedo                                                                                               | | Pipiolo | 22 de noviembre de 1824 | 22 de diciembre de 1824 | 1 mes                     |
| 3 | | Joaquín Campino Salamanca                                                                                            | | Pipiolo | 22 de diciembre de 1824 | 22 de enero de 1825     | 1 mes                     |
| 4 | | Francisco Ramón Vicuña y Larraín                                                                                     | | Pipiolo | 22 de enero de 1825     | 22 de febrero de 1825   | 1 mes                     |
| 5 | | José Miguel Infante y Rojas                                                                                          | | Federalista | 22 de febrero de 1825   | 22 de marzo de 1825     | 1 mes                     |
| 6 | | Bernardo de Vera y Pintado                                                                                           | | Pipiolo | 22 de marzo de 1825     | 22 de abril de 1825     | 1 mes                     |
| 7 | | José Alejo Eyzaguirre Arechavala                                                                                     | | Pipiolo | 22 de abril de 1825     | 11 de mayo de 1825      | 19 días                   |
| Suspensión del Congreso General de la Nación (asumen sus funciones las Asambleas Provinciales de 1825)               | Suspensión del Congreso General de la Nación (asumen sus funciones las Asambleas Provinciales de 1825)               | Suspensión del Congreso General de la Nación (asumen sus funciones las Asambleas Provinciales de 1825)               | Suspensión del Congreso General de la Nación (asumen sus funciones las Asambleas Provinciales de 1825)               | Suspensión del Congreso General de la Nación (asumen sus funciones las Asambleas Provinciales de 1825)               | 23 de mayo de 1825      | 12 de noviembre de 1826 | 1 año, 5 meses y 20 días  |
| Presidentes del Congreso Nacional Constituyente                                                                      | | | | |                         |                         |                           |
| - | | José Ignacio Cienfuegos Arteaga (provisional)                                                                        | | Pipiolo | 1 de julio de 1826      | 4 de julio de 1826      | 3 días                    |
| 1 | José Ignacio Cienfuegos Arteaga                                                                                      | 4 de julio de 1826                                                                                                   | 4 de agosto de 1826                                                                                                  | Pipiolo | 1 mes                   |                         |                           |
| 2 | | Diego José Benavente Bustamante                                                                                      | | Federalista | 4 de agosto de 1826     | 4 de septiembre de 1826 | 1 mes                     |
| 3 | | José Miguel Infante y Rojas                                                                                          | | Federalista | 4 de septiembre de 1826 | 4 de octubre de 1826    | 1 mes                     |
| 4 | | Diego José Benavente Bustamante                                                                                      | | Federalista | 4 de octubre de 1826    | 6 de noviembre de 1826  | 1 mes y 2 días            |
| 5 | | Bernardino Bilbao Beyner                                                                                             | | Pipiolo | 6 de noviembre de 1826  | 4 de diciembre de 1826  | 28 días                   |
| 6 | | Diego José Benavente Bustamante                                                                                      | | Federalista | 4 de diciembre de 1826  | 8 de enero de 1827      | 1 mes y 4 días            |
| 7 | | Diego de Elizondo Prado                                                                                              | | Pelucón | 8 de enero de 1827      | 5 de febrero de 1827    | 28 días                   |
| 8 | | Santiago Pérez Salas                                                                                                 | | Pelucón | 5 de febrero de 1827    | 5 de marzo de 1827      | 1 mes                     |
| 9 | | Diego José Benavente Bustamante                                                                                      | | Federalista | 5 de marzo de 1827      | 4 de abril de 1827      | 30 días                   |
| 10 | | Santiago Pérez Salas                                                                                                 | | Pelucón | 4 de abril de 1827      | 4 de mayo de 1827       | 1 mes                     |
| 11 | | Diego de Elizondo Prado                                                                                              | | Pelucón | 4 de mayo de 1827       | 7 de junio de 1827      | 1 mes y 3 días            |
| 12 | | Diego José Benavente Bustamante                                                                                      | | Federalista | 7 de junio de 1827      | 22 de julio de 1827     | 1 mes y 15 días           |
| Suspensión del Congreso Nacional Constituyente (asumen sus funciones las Asambleas Provinciales de 1826)             | Suspensión del Congreso Nacional Constituyente (asumen sus funciones las Asambleas Provinciales de 1826)             | Suspensión del Congreso Nacional Constituyente (asumen sus funciones las Asambleas Provinciales de 1826)             | Suspensión del Congreso Nacional Constituyente (asumen sus funciones las Asambleas Provinciales de 1826)             | Suspensión del Congreso Nacional Constituyente (asumen sus funciones las Asambleas Provinciales de 1826)             | 17 de octubre de 1826   | 31 de agosto de 1828    | 1 año, 10 meses y 14 días |
| Presidentes del Congreso General Constituyente                                                                       | | | | |                         |                         |                           |
| - | | Diego de Elizondo Prado (provisional)                                                                                | | Pelucón | 5 de febrero de 1828    | 25 de febrero de 1828   | 20 días                   |
| 1 | Diego de Elizondo Prado                                                                                              | 25 de febrero de 1828                                                                                                | 26 de marzo de 1828                                                                                                  | Pelucón | 1 mes y 1 día           |                         |                           |
| 2 | | José María de Novoa López                                                                                            | | Pipiolo | 26 de marzo de 1828     | 25 de abril de 1828     | 30 días                   |
| 3 | | José Miguel Infante y Rojas                                                                                          | | Federalista | 25 de abril de 1828     | 28 de mayo de 1828      | 1 mes y 3 días            |
| - | | Francisco Ramón Vicuña y Larraín (provisional)                                                                       | | Pipiolo | 28 de mayo de 1828      | 2 de junio de 1828      | 5 días                    |
| 4 | Francisco Ramón Vicuña y Larraín                                                                                     | 2 de junio de 1828                                                                                                   | 2 de julio de 1828                                                                                                   | Pipiolo | 1 mes                   |                         |                           |
| 5 | | Manuel Fernando de Novoa López                                                                                       | | Pipiolo | 2 de julio de 1828      | 7 de agosto de 1828     | 1 mes y 5 días            |

### Presidentes de la Cámara de Diputados
| N.º                                                                       | Presidente de la Cámara de Diputados                                      | Presidente de la Cámara de Diputados                                      | Partido-Tendencia                                                         | Partido-Tendencia                                                         | Período                               | Período                               | Período                               |
| N.º                                                                       | Presidente de la Cámara de Diputados                                      | Presidente de la Cámara de Diputados                                      | Partido-Tendencia                                                         | Partido-Tendencia                                                         | Inicio                                | Término                               | Tiempo en el cargo                    |
| Presidentes de la Cámara de Diputados                                     | Presidentes de la Cámara de Diputados                                     | Presidentes de la Cámara de Diputados                                     | Presidentes de la Cámara de Diputados                                     | Presidentes de la Cámara de Diputados                                     | Presidentes de la Cámara de Diputados | Presidentes de la Cámara de Diputados | Presidentes de la Cámara de Diputados |
| ------------------------------------------------------------------------- | ------------------------------------------------------------------------- | ------------------------------------------------------------------------- | ------------------------------------------------------------------------- | ------------------------------------------------------------------------- | ------------------------------------- | ------------------------------------- | ------------------------------------- |
| 5                                                                         |                                                                           | Manuel Fernando de Novoa López                                            |                                                                           | Pipiolo                                                                   | 6 de agosto de 1828                   | 2 de octubre de 1828                  | 1 mes y 26 días                       |
| 6                                                                         |                                                                           | Melchor de Santiago Concha y Cerda                                        |                                                                           | Pipiolo                                                                   | 2 de octubre de 1828                  | 1 de diciembre de 1828                | 1 mes y 29 días                       |
| 7                                                                         |                                                                           | Rafael Bilbao Beyner                                                      |                                                                           | Pelucón                                                                   | 1 de diciembre de 1828                | 2 de enero de 1829                    | 1 mes y 1 día                         |
| 8                                                                         |                                                                           | Fernando Elizalde Marticorena                                             |                                                                           | Pelucón                                                                   | 2 de enero de 1829                    | 31 de enero de 1829                   | 29 días                               |
| Receso legislativo                                                        | Receso legislativo                                                        | Receso legislativo                                                        | Receso legislativo                                                        | Receso legislativo                                                        | 31 de enero de 1829                   | 1 de agosto de 1829                   | 6 meses y 1 día                       |
| -                                                                         |                                                                           | Melchor de Santiago Concha y Cerda (provisional)                          |                                                                           | Pipiolo                                                                   | 1 de agosto de 1829                   | 20 de octubre de 1829                 | 2 meses y 19 días                     |
| 9                                                                         |                                                                           | Rafael Bilbao Beyner                                                      |                                                                           | Pelucón                                                                   | 20 de octubre de 1829                 | 6 de noviembre de 1829                | 17 días                               |
| Suspensión del Congreso Nacional (Guerra civil de 1829-1830)              | Suspensión del Congreso Nacional (Guerra civil de 1829-1830)              | Suspensión del Congreso Nacional (Guerra civil de 1829-1830)              | Suspensión del Congreso Nacional (Guerra civil de 1829-1830)              | Suspensión del Congreso Nacional (Guerra civil de 1829-1830)              | 7 de noviembre de 1829                | 12 de febrero de 1830                 | 3 meses y 2 días                      |
| Presidentes del Congreso de Plenipotenciarios de 1830                     |                                                                           |                                                                           |                                                                           |                                                                           |                                       |                                       |                                       |
| -                                                                         |                                                                           | Fernando Errázuriz de Aldunate (provisional)                              |                                                                           | Pelucón                                                                   | 9 de febrero de 1830                  | 12 de febrero de 1830                 | 3 días                                |
| 1                                                                         | Fernando Errázuriz de Aldunate                                            | 12 de febrero de 1830                                                     | 15 de marzo de 1830                                                       | Pelucón                                                                   | 1 mes y 3 días                        |                                       |                                       |
| 2                                                                         |                                                                           | Manuel José Cardoso Cuhes                                                 |                                                                           | Pelucón                                                                   | 15 de marzo de 1830                   | 12 de abril de 1830                   | 28 días                               |
| 3                                                                         |                                                                           | Fernando Elizalde Marticorena                                             |                                                                           | Pelucón                                                                   | 12 de abril de 1830                   | 18 de mayo de 1830                    | 1 mes y 6 días                        |
| 4                                                                         |                                                                           | José Antonio Rodríguez Aldea                                              |                                                                           | Pelucón                                                                   | 18 de mayo de 1830                    | 1 de julio de 1830                    | 1 mes y 13 días                       |
| 5                                                                         |                                                                           | Fernando Errázuriz de Aldunate                                            |                                                                           | Pelucón                                                                   | 1 de julio de 1830                    | 18 de agosto de 1830                  | 1 mes y 17 días                       |
| Presidente de la Comisión Permanente de 1830-1831                         |                                                                           |                                                                           |                                                                           |                                                                           |                                       |                                       |                                       |
| 6                                                                         |                                                                           | Fernando Elizalde Marticorena                                             |                                                                           | Pelucón                                                                   | 18 de agosto de 1830                  | 25 de mayo de 1831                    | 9 meses y 7 días                      |
| Cese de funciones del Congreso de Plenipotenciarios y Comisión Permanente | Cese de funciones del Congreso de Plenipotenciarios y Comisión Permanente | Cese de funciones del Congreso de Plenipotenciarios y Comisión Permanente | Cese de funciones del Congreso de Plenipotenciarios y Comisión Permanente | Cese de funciones del Congreso de Plenipotenciarios y Comisión Permanente | 25 de mayo de 1831                    | 1 de junio de 1831                    | 7 días                                |
| Presidentes de la Cámara de Diputados                                     |                                                                           |                                                                           |                                                                           |                                                                           |                                       |                                       |                                       |
| -                                                                         |                                                                           | Gabriel José Tocornal Jiménez (provisional)                               |                                                                           | Pelucón                                                                   | 26 de mayo de 1831                    | 1 de junio de 1831                    | 6 días                                |
| 10                                                                        |                                                                           | Joaquín Tocornal Jiménez                                                  |                                                                           | Pelucón                                                                   | 1 de junio de 1831                    | 1 de junio de 1832                    | 1 año                                 |
| 11                                                                        |                                                                           | Santiago Echevers Santelices                                              |                                                                           | Pipiolo                                                                   | 1 de junio de 1832                    | 2 de julio de 1832                    | 1 mes y 1 día                         |
| 12                                                                        |                                                                           | Juan de Dios Vial del Río                                                 |                                                                           | Pipiolo                                                                   | 2 de julio de 1832                    | 25 de mayo de 1833                    | 10 meses y 23 días                    |

#### República Conservadora (1833-1861)
| N.º                                   | Presidente de la Cámara de Diputados          | Presidente de la Cámara de Diputados             | Partido-Tendencia                     | Partido-Tendencia                     | Período                               | Período                               | Período                               |
| N.º                                   | Presidente de la Cámara de Diputados          | Presidente de la Cámara de Diputados             | Partido-Tendencia                     | Partido-Tendencia                     | Inicio                                | Término                               | Tiempo en el cargo                    |
| Presidentes de la Cámara de Diputados | Presidentes de la Cámara de Diputados         | Presidentes de la Cámara de Diputados            | Presidentes de la Cámara de Diputados | Presidentes de la Cámara de Diputados | Presidentes de la Cámara de Diputados | Presidentes de la Cámara de Diputados | Presidentes de la Cámara de Diputados |
| ------------------------------------- | --------------------------------------------- | ------------------------------------------------ | ------------------------------------- | ------------------------------------- | ------------------------------------- | ------------------------------------- | ------------------------------------- |
| 12                                    |                                               | Juan de Dios Vial del Río                        |                                       | Pipiolo                               | 25 de mayo de 1833                    | 1 de junio de 1834                    | 1 año y 7 días                        |
| -                                     |                                               | Manuel Barros Andonaegui                         |                                       | Pipiolo                               | 1 de junio de 1834                    | 6 de junio de 1834                    | 5 días                                |
| 13                                    |                                               | Lorenzo Fuenzalida Corbalán                      |                                       | Pelucón                               | 6 de junio de 1834                    | 6 de octubre de 1835                  | 1 año y 4 meses                       |
| 14                                    |                                               | José Vicente Izquierdo Jaraquemada               |                                       | Pelucón                               | 6 de octubre de 1835                  | 7 de julio de 1836                    | 9 meses y 1 día                       |
| 15                                    |                                               | Manuel Martínez Rodríguez                        |                                       | Pelucón                               | 7 de julio de 1836                    | 12 de agosto de 1836                  | 1 mes y 5 días                        |
| 16                                    |                                               | José Vicente Izquierdo Jaraquemada               |                                       | Conservador                           | 12 de agosto de 1836                  | 14 de junio de 1839                   | 2 años, 10 meses y 2 días             |
| 17                                    |                                               | Pedro Nolasco Mena y Ramírez                     |                                       | Pipiolo                               | 14 de junio de 1839                   | 16 de agosto de 1839                  | 2 meses y 2 días                      |
| 18                                    |                                               | José Vicente Izquierdo Jaraquemada               |                                       | Conservador                           | 16 de agosto de 1839                  | 31 de mayo de 1840                    | 9 meses y 15 días                     |
| -                                     |                                               | Pedro Nolasco Mena y Ramírez (provisional)       |                                       | Pipiolo                               | 31 de mayo de 1840                    | 3 de junio de 1840                    | 3 días                                |
| 19                                    |                                               | Manuel Montt Torres                              |                                       | Conservador                           | 3 de junio de 1840                    | 1 de diciembre de 1840                | 5 meses y 28 días                     |
| 20                                    |                                               | Ramón Luis Yrarrázaval Alcalde                   |                                       | Conservador                           | 1 de diciembre de 1840                | 4 de junio de 1841                    | 6 meses y 3 días                      |
| 21                                    |                                               | Joaquín Tocornal Jiménez                         |                                       | Conservador                           | 4 de junio de 1841                    | 5 de julio de 1841                    | 1 mes y 1 día                         |
| 22                                    |                                               | José Ignacio Eyzaguirre Arechavala               |                                       | Conservador                           | 5 de julio de 1841                    | 4 de julio de 1842                    | 11 meses y 29 días                    |
| 23                                    |                                               | Juan Manuel Cobo Gutiérrez                       |                                       | Pipiolo                               | 4 de julio de 1842                    | 5 de agosto de 1842                   | 1 mes y 1 día                         |
| 24                                    |                                               | José Joaquín Pérez                               |                                       | Conservador                           | 5 de agosto de 1842                   | 5 de octubre de 1842                  | 2 meses                               |
| 25                                    |                                               | Francisco García Huidobro Aldunate               |                                       | Conservador                           | 5 de octubre de 1842                  | 6 de diciembre de 1842                | 2 meses y 1 día                       |
| 26                                    |                                               | Pedro Vidal Gómez                                |                                       | Pipiolo                               | 6 de diciembre de 1842                | 31 de mayo de 1843                    | 5 meses y 25 días                     |
| -                                     |                                               | Francisco Antonio Pinto Díaz (provisional)       |                                       | Pipiolo                               | 30 de mayo de 1843                    | 5 de junio de 1843                    | 6 días                                |
| 27                                    | Francisco Antonio Pinto Díaz                  | 5 de junio de 1843                               | 2 de junio de 1845                    | Pipiolo                               | 1 año, 11 meses y 28 días             |                                       |                                       |
| 28                                    |                                               | Ramón Luis Yrarrázaval Alcalde                   |                                       | Conservador                           | 2 de junio de 1845                    | 3 de junio de 1846                    | 1 año y 1 día                         |
| 29                                    |                                               | Pedro Vidal Gómez                                |                                       | Pipiolo                               | 3 de junio de 1846                    | 7 de octubre de 1846                  | 4 meses y 4 días                      |
| 30                                    |                                               | Manuel Montt Torres                              |                                       | Conservador                           | 7 de octubre de 1846                  | 29 de mayo de 1849                    | 2 años, 7 meses y 22 días             |
| -                                     |                                               | José Santos Lira Calvo (provisional)             |                                       | Conservador                           | 29 de mayo de 1849                    | 4 de junio de 1849                    | 6 días                                |
| 31                                    | José Santos Lira Calvo                        | 4 de junio de 1849                               | 5 de agosto de 1850                   | Conservador                           | 1 año, 2 meses y 1 día                |                                       |                                       |
| 32                                    |                                               | José Joaquín Pérez                               |                                       | Conservador                           | 5 de agosto de 1850                   | 2 de junio de 1852                    | 1 año, 9 meses y 28 días              |
| 33                                    |                                               | Manuel Jerónimo Urmeneta García                  |                                       | Liberal                               | 2 de junio de 1852                    | 29 de mayo de 1855                    | 2 años, 4 meses y 7 días              |
| -                                     | Manuel Jerónimo Urmeneta García (provisional) | 29 de mayo de 1855                               | 5 de junio de 1855                    | Liberal                               | 7 días                                |                                       |                                       |
| 34                                    | Manuel Jerónimo Urmeneta García               | 5 de junio de 1855                               | 6 de octubre de 1857                  | Liberal                               | 2 años, 4 meses y 1 día               |                                       |                                       |
| 35                                    |                                               | José Francisco Gana López                        |                                       | Liberal                               | 6 de octubre de 1857                  | 29 de mayo de 1858                    | 7 meses y 23 días                     |
| -                                     |                                               | Manuel Joaquín Valenzuela Castillo (provisional) |                                       | Liberal                               | 29 de mayo de 1858                    | 5 de junio de 1858                    | 7 días                                |
| 36                                    | Manuel Joaquín Valenzuela Castillo            | 5 de junio de 1858                               | 4 de junio de 1859                    | Liberal                               | 11 meses y 30 días                    |                                       |                                       |
| 37                                    |                                               | Francisco Javier Ovalle Bezanilla                |                                       | Nacional                              | 4 de junio de 1859                    | 6 de junio de 1861                    | 2 años y 2 días                       |
| 38                                    |                                               | Waldo Silva Algüe                                |                                       | Nacional                              | 6 de junio de 1861                    | 18 de septiembre de 1861              | 3 meses y 12 días                     |

#### República Liberal (1861-1891)
| N.º                                                                             | Presidente de la Cámara de Diputados                                            | Presidente de la Cámara de Diputados                                            | Partido-Tendencia                                                               | Partido-Tendencia                                                               | Período                    | Período                 | Período                  |
| N.º                                                                             | Presidente de la Cámara de Diputados                                            | Presidente de la Cámara de Diputados                                            | Partido-Tendencia                                                               | Partido-Tendencia                                                               | Inicio                     | Término                 | Tiempo en el cargo       |
| ------------------------------------------------------------------------------- | ------------------------------------------------------------------------------- | ------------------------------------------------------------------------------- | ------------------------------------------------------------------------------- | ------------------------------------------------------------------------------- | -------------------------- | ----------------------- | ------------------------ |
| 38                                                                              |                                                                                 | Waldo Silva Algüe                                                               |                                                                                 | Nacional                                                                        | 18 de septiembre de 1861   | 3 de junio de 1862      | 8 meses y 16 días        |
| 39                                                                              |                                                                                 | Antonio Varas de la Barra                                                       |                                                                                 | Nacional                                                                        | 3 de junio de 1862         | 31 de octubre de 1863   | 1 año, 4 meses y 28 días |
| 40                                                                              |                                                                                 | Manuel Jerónimo Urmeneta García                                                 |                                                                                 | Liberal                                                                         | 31 de octubre de 1863      | 29 de mayo de 1864      | 6 meses y 28 días        |
| -                                                                               |                                                                                 | Manuel Antonio Tocornal Grez (provisional)                                      |                                                                                 | Conservador                                                                     | 29 de mayo de 1864         | 2 de junio de 1864      | 4 días                   |
| 41                                                                              | Manuel Antonio Tocornal Grez                                                    | 2 de junio de 1864                                                              | 29 de mayo de 1867                                                              | Conservador                                                                     | 2 años, 11 meses y 27 días |                         |                          |
| -                                                                               |                                                                                 | Francisco Vargas Fontecilla (provisional)                                       |                                                                                 | Liberal                                                                         | 29 de mayo de 1867         | 4 de junio de 1867      | 6 días                   |
| 42                                                                              | Francisco Vargas Fontecilla                                                     | 4 de junio de 1867                                                              | 8 de octubre de 1867                                                            | Liberal                                                                         | 4 meses y 4 días           |                         |                          |
| 43                                                                              |                                                                                 | Miguel Luis Amunátegui Aldunate                                                 |                                                                                 | Liberal                                                                         | 8 de octubre de 1867       | 8 de diciembre de 1868  | 1 año y 2 meses          |
| 44                                                                              |                                                                                 | Francisco Vargas Fontecilla                                                     |                                                                                 | Liberal                                                                         | 8 de diciembre de 1868     | 2 de junio de 1870      | 1 año, 5 meses y 25 días |
| 45                                                                              |                                                                                 | Maximiano Errázuriz Valdivieso                                                  |                                                                                 | Conservador                                                                     | 2 de junio de 1870         | 6 de junio de 1871      | 1 año y 4 días           |
| 46                                                                              |                                                                                 | Miguel Luis Amunátegui Aldunate                                                 |                                                                                 | Liberal                                                                         | 6 de junio de 1871         | 4 de junio de 1872      | 11 meses y 29 días       |
| 47                                                                              |                                                                                 | Belisario Prats Pérez                                                           |                                                                                 | Liberal                                                                         | 5 de junio de 1872         | 28 de mayo de 1873      | 11 meses y 23 días       |
| -                                                                               | Belisario Prats Pérez (provisional)                                             | 29 de mayo de 1873                                                              | 3 de junio de 1873                                                              | Liberal                                                                         | 5 días                     |                         |                          |
| 48                                                                              | Belisario Prats Pérez                                                           | 3 de junio de 1873                                                              | 3 de junio de 1876                                                              | Liberal                                                                         | 3 años                     |                         |                          |
| -                                                                               |                                                                                 | Manuel Antonio Matta Goyenechea (provisional)                                   |                                                                                 | Radical                                                                         | 29 de mayo de 1876         | 3 de junio de 1876      | 5 días                   |
| 49                                                                              | Manuel Antonio Matta Goyenechea                                                 | 3 de junio de 1876                                                              | 17 de octubre de 1876                                                           | Radical                                                                         | 4 meses y 14 días          |                         |                          |
| 50                                                                              |                                                                                 | Melchor Concha y Toro                                                           |                                                                                 | Liberal                                                                         | 17 de octubre de 1876      | 20 de mayo de 1879      | 2 años, 7 meses y 3 días |
| -                                                                               |                                                                                 | Ramón Barros Luco (provisional)                                                 |                                                                                 | Liberal                                                                         | 20 de mayo de 1879         | 3 de junio de 1879      | 14 días                  |
| 51                                                                              |                                                                                 | Miguel Luis Amunátegui Aldunate                                                 |                                                                                 | Liberal                                                                         | 3 de junio de 1879         | 6 de septiembre de 1879 | 3 meses y 3 días         |
| 52                                                                              |                                                                                 | Manuel García de la Huerta Pérez                                                |                                                                                 | Liberal                                                                         | 6 de septiembre de 1879    | 3 de julio de 1880      | 9 meses y 27 días        |
| 53                                                                              |                                                                                 | Miguel Luis Amunátegui Aldunate                                                 |                                                                                 | Liberal                                                                         | 3 de julio de 1880         | 19 de noviembre de 1881 | 1 año, 4 meses y 16 días |
| 54                                                                              |                                                                                 | Manuel García de la Huerta Pérez                                                |                                                                                 | Liberal                                                                         | 19 de noviembre de 1881    | 29 de mayo de 1882      | 6 meses y 10 días        |
| -                                                                               |                                                                                 | Jorge Huneeus Zegers (provisional)                                              |                                                                                 | Nacional                                                                        | 29 de mayo de 1882         | 2 de junio de 1882      | 4 días                   |
| 55                                                                              | Jorge Huneeus Zegers                                                            | 2 de junio de 1882                                                              | 15 de mayo de 1885                                                              | Nacional                                                                        | 2 años, 11 meses y 13 días |                         |                          |
| -                                                                               |                                                                                 | Marcial Demetrio Lastarria Villareal (provisional)                              |                                                                                 | Conservador                                                                     | 15 de mayo de 1885         | 2 de junio de 1885      | 18 días                  |
| 56                                                                              | Marcial Demetrio Lastarria Villareal                                            | 2 de junio de 1885                                                              | 22 de agosto de 1885                                                            | Conservador                                                                     | 2 meses y 20 días          |                         |                          |
| 57                                                                              |                                                                                 | Aníbal Zañartu Zañartu                                                          |                                                                                 | Liberal                                                                         | 22 de agosto de 1885       | 24 de noviembre de 1885 | 3 meses y 2 días         |
| 58                                                                              |                                                                                 | Pedro Montt Montt                                                               |                                                                                 | Nacional                                                                        | 24 de noviembre de 1885    | 23 de noviembre de 1886 | 11 meses y 30 días       |
| 59                                                                              |                                                                                 | Zenón Freire Caldera                                                            |                                                                                 | Conservador                                                                     | 23 de noviembre de 1886    | 2 de diciembre de 1886  | 9 días                   |
| 60                                                                              |                                                                                 | Augusto Orrego Luco                                                             |                                                                                 | Liberal                                                                         | 2 de diciembre de 1886     | 15 de mayo de 1888      | 1 año, 5 meses y 13 días |
| -                                                                               |                                                                                 | Ramón Barros Luco (provisional)                                                 |                                                                                 | Liberal                                                                         | 15 de mayo de 1888         | 2 de junio de 1888      | 18 días                  |
| 61                                                                              | Ramón Barros Luco                                                               | 2 de junio de 1888                                                              | 13 de noviembre de 1888                                                         | Liberal                                                                         | 5 meses y 11 días          |                         |                          |
| 62                                                                              |                                                                                 | José Miguel Valdés Carrera                                                      |                                                                                 | Liberal                                                                         | 13 de noviembre de 1888    | 4 de junio de 1889      | 6 meses y 22 días        |
| 63                                                                              |                                                                                 | Marcial Demetrio Lastarria Villareal                                            |                                                                                 | Conservador                                                                     | 4 de junio de 1889         | 4 de julio de 1889      | 1 mes                    |
| 64                                                                              |                                                                                 | Ramón Barros Luco                                                               |                                                                                 | Liberal                                                                         | 4 de julio de 1889         | 11 de febrero de 1891   | 1 año, 7 meses y 7 días  |
| Clausura del Congreso Nacional (por orden del presidente José Manuel Balmaceda) | Clausura del Congreso Nacional (por orden del presidente José Manuel Balmaceda) | Clausura del Congreso Nacional (por orden del presidente José Manuel Balmaceda) | Clausura del Congreso Nacional (por orden del presidente José Manuel Balmaceda) | Clausura del Congreso Nacional (por orden del presidente José Manuel Balmaceda) | 11 de febrero de 1891      | 15 de abril de 1891     | 2 meses y 4 días         |
| Presidente del Congreso Constituyente                                           |                                                                                 |                                                                                 |                                                                                 |                                                                                 |                            |                         |                          |
| -                                                                               |                                                                                 | Eulogio Allendes Álvarez de Toledo (provisional)                                |                                                                                 | Liberal                                                                         | 15 de abril de 1891        | 21 de abril de 1891     | 6 días                   |
| 65                                                                              | Eulogio Allendes Álvarez de Toledo                                              | 21 de abril de 1891                                                             | 18 de agosto de 1891                                                            | Liberal                                                                         | 3 meses y 28 días          |                         |                          |
| Presidentes de la Cámara de Diputados                                           |                                                                                 |                                                                                 |                                                                                 |                                                                                 |                            |                         |                          |
| 65                                                                              |                                                                                 | Eulogio Allendes Álvarez de Toledo                                              |                                                                                 | Liberal                                                                         | 18 de agosto de 1891       | 2 de noviembre de 1891  | 2 meses y 15 días        |

#### República parlamentaria (1891-1925)
| Retrato | Nombre                                     | Inicio                               | Final                                 | Periodo | Partido | Partido             | Votos |
| ------- | ------------------------------------------ | ------------------------------------ | ------------------------------------- | ------- | ------- | ------------------- | ----- |
|         | Ventura Blanco Viel Provisorio (1846-1930) | 2 de noviembre de 1891               | 10 de noviembre de 1891               | XXIII   |         | Conservador         | 31    |
|         | Ramón Barros Luco (1835-1919)              | 10 de noviembre de 1891              | 11 de enero de 1892                   | XXIII   |         | Liberal             | 78    |
|         | Eduardo Matte (1847-1902)                  | 11 de enero de 1892                  | 2 de junio de 1892                    | XXIII   |         | Liberal             | 55    |
|         | Ramón Barros Luco (1835-1919)              | 2 de junio de 1892                   | 2 de julio de 1892                    | XXIII   |         | Liberal             | 76    |
|         | Julio Zegers Samaniego (1830-1918)         | 2 de julio de 1892                   | 15 de mayo de 1894                    | XXIII   |         | Liberal             | 41    |
|         | Ismael Valdés Valdés (1859-1949)           | 15 de mayo de 18942 de junio de 1894 | 2 de junio de 18943 de agosto de 1895 | XIV     |         | Liberal             | —60   |
|         | Eduardo Videla (1845-1908)                 | 3 de agosto de 1895                  | 15 de mayo de 1897                    | XIV     |         | Liberal Doctrinario | 44    |
|         | Ismael Tocornal (1850-1929)                | 15 de mayo de 18979 de junio de 1897 | 9 de junio de 18972 de julio de 1898  | XV      |         | Radical             | 4643  |

| N.º                                                               | Presidente de la Cámara de Diputados                              | Presidente de la Cámara de Diputados                              | Partido-Tendencia                                                 | Partido-Tendencia                                                 | Período                    | Período                  | Período                  |
| N.º                                                               | Presidente de la Cámara de Diputados                              | Presidente de la Cámara de Diputados                              | Partido-Tendencia                                                 | Partido-Tendencia                                                 | Inicio                     | Término                  | Tiempo en el cargo       |
| ----------------------------------------------------------------- | ----------------------------------------------------------------- | ----------------------------------------------------------------- | ----------------------------------------------------------------- | ----------------------------------------------------------------- | -------------------------- | ------------------------ | ------------------------ |
| 73                                                                |                                                                   | Pedro Montt Montt                                                 |                                                                   | Nacional                                                          | 2 de julio de 1898         | 2 de junio de 1899       | 11 meses                 |
| 74                                                                |                                                                   | Ismael Tocornal Tocornal                                          |                                                                   | Radical                                                           | 2 de junio de 1899         | 14 de octubre de 1899    | 4 meses y 12 días        |
| 75                                                                |                                                                   | Pedro Montt Montt                                                 |                                                                   | Nacional                                                          | 14 de octubre de 1899      | 15 de mayo de 1900       | 7 meses y 1 día          |
| -                                                                 |                                                                   | Domingo de Toro Herrera (provisional)                             |                                                                   | Liberal                                                           | 15 de mayo de 1900         | 2 de junio de 1900       | 18 días                  |
| 76                                                                | Domingo de Toro Herrera                                           | 2 de junio de 1900                                                | 11 de julio de 1900                                               | Liberal                                                           | 1 mes y 9 días             |                          |                          |
| 77                                                                |                                                                   | Carlos Alberto Palacios Zapata                                    |                                                                   | Liberal                                                           | 11 de julio de 1900        | 6 de marzo de 1901       | 7 meses y 23 días        |
| 78                                                                |                                                                   | Federico Pinto Izarra                                             |                                                                   | Liberal                                                           | 6 de marzo de 1901         | 10 de mayo de 1902       | 1 año, 2 meses y 4 días  |
| 79                                                                |                                                                   | Eduardo Videla Correas                                            |                                                                   | Liberal Doctrinario                                               | 10 de mayo de 1902         | 14 de noviembre de 1902  | 6 meses y 4 días         |
| 80                                                                |                                                                   | Francisco Javier Concha Berguecio                                 |                                                                   | Liberal Democrático                                               | 14 de noviembre de 1902    | 15 de mayo de 1903       | 6 meses y 1 día          |
| -                                                                 | Francisco Javier Concha Berguecio (provisional)                   |                                                                   | 15 de mayo de 1903                                                | Liberal Democrático                                               | 2 de junio de 1903         | 18 días                  |                          |
| 81                                                                | Francisco Javier Concha Berguecio                                 | 2 de junio de 1903                                                | 2 de septiembre de 1903                                           | Liberal Democrático                                               | 3 meses                    |                          |                          |
| 82                                                                |                                                                   | Emilio Bello Codesido                                             |                                                                   | Liberal Democrático                                               | 2 de septiembre de 1903    | 3 de junio de 1904       | 9 meses y 1 día          |
| 83                                                                |                                                                   | Víctor Ismael Valdés Valdés                                       |                                                                   | Liberal                                                           | 3 de junio de 1904         | 14 de octubre de 1905    | 1 año, 4 meses y 11 días |
| 84                                                                |                                                                   | Carlos Concha Subercaseaux                                        |                                                                   | Conservador                                                       | 14 de octubre de 1905      | 15 de mayo de 1906       | 7 meses y 1 día          |
| -                                                                 |                                                                   | Rafael Orrego González (provisional)                              |                                                                   | Liberal                                                           | 15 de mayo de 1906         | 7 de junio de 1906       | 23 días                  |
| 85                                                                | Rafael Orrego González                                            | 7 de junio de 1906                                                | 6 de junio de 1907                                                | Liberal                                                           | 11 meses y 30 días         |                          |                          |
| 86                                                                |                                                                   | José Ramón Gutiérrez Martínez                                     |                                                                   | Conservador                                                       | 6 de junio de 1907         | 16 de octubre de 1907    | 4 meses y 10 días        |
| 87                                                                |                                                                   | Rafael Orrego González                                            |                                                                   | Liberal                                                           | 16 de octubre de 1907      | 15 de mayo de 1909       | 1 año, 6 meses y 29 días |
| -                                                                 |                                                                   | Francisco de Paula Pleiteado (provisional)                        |                                                                   | Radical                                                           | 15 de mayo de 1909         | 2 de junio de 1909       | 18 días                  |
| 88                                                                | Francisco de Paula Pleiteado                                      | 2 de junio de 1909                                                | 29 de octubre de 1909                                             | Radical                                                           | 4 meses y 27 días          |                          |                          |
| 89                                                                |                                                                   | Ascanio Bascuñán Santa María                                      |                                                                   | Radical                                                           | 29 de octubre de 1909      | 7 de agosto de 1911      | 1 año, 9 meses y 9 días  |
| 90                                                                |                                                                   | Adolfo Armanet Vergara                                            |                                                                   | Nacional                                                          | 7 de agosto de 1911        | 28 de marzo de 1912      | 7 meses y 21 días        |
| 91                                                                |                                                                   | Aníbal Rodríguez Herrera                                          |                                                                   | Nacional                                                          | 28 de marzo de 1912        | 30 de abril de 1912      | 1 mes y 2 días           |
| 92                                                                |                                                                   | Roberto Sánchez García de la Huerta                               |                                                                   | Liberal Democrático                                               | 30 de abril de 1912        | 15 de mayo de 1912       | 15 días                  |
| -                                                                 |                                                                   | Carlos Balmaceda Saavedra (provisional)                           |                                                                   | Liberal Democrático                                               | 15 de mayo de 1912         | 3 de junio de 1912       | 19 días                  |
| 93                                                                | Carlos Balmaceda Saavedra                                         | 3 de junio de 1912                                                | 2 de junio de 1916                                                | Liberal Democrático                                               | 3 años, 11 meses y 30 días |                          |                          |
| 94                                                                |                                                                   | Óscar Viel Cavero                                                 |                                                                   | Liberal Democrático                                               | 2 de junio de 1916         | 17 de octubre de 1917    | 1 año, 4 meses y 15 días |
| 95                                                                |                                                                   | Belfor Fernández Rodríguez                                        |                                                                   | Liberal Democrático                                               | 17 de octubre de 1917      | 15 de mayo de 1918       | 6 meses y 28 días        |
| -                                                                 |                                                                   | José Alejandro Roselott Frías (provisional)                       |                                                                   | Radical                                                           | 15 de mayo de 1918         | 3 de junio de 1918       | 19 días                  |
| 96                                                                | José Alejandro Roselott Frías                                     | 3 de junio de 1918                                                | 23 de octubre de 1918                                             | Radical                                                           | 4 meses y 20 días          |                          |                          |
| 97                                                                |                                                                   | Ramón Briones Luco                                                |                                                                   | Radical                                                           | 23 de octubre de 1918      | 18 de noviembre de 1920  | 2 años y 26 días         |
| 98                                                                |                                                                   | Guillermo Edwards Matte                                           |                                                                   | Liberal                                                           | 18 de noviembre de 1920    | 9 de diciembre de 1920   | 21 días                  |
| 99                                                                |                                                                   | Carlos Ruiz Bahamonde                                             |                                                                   | Radical                                                           | 9 de diciembre de 1920     | 15 de mayo de 1921       | 5 meses y 6 días         |
| -                                                                 |                                                                   | Carlos Ruiz Bahamonde (provisional)                               |                                                                   | Radical                                                           | 15 de mayo de 1921         | 12 de junio de 1921      | 28 días                  |
| 100                                                               | Carlos Ruiz Bahamonde                                             | 12 de junio de 1921                                               | 2 de junio de 1922                                                | Radical                                                           | 11 meses y 21 días         |                          |                          |
| 101                                                               |                                                                   | Pedro Rivas Vicuña                                                |                                                                   | Radical                                                           | 2 de junio de 1922         | 5 de junio de 1923       | 1 año y 3 días           |
| 102                                                               |                                                                   | Remigio Medina Neira                                              |                                                                   | Radical                                                           | 5 de junio de 1923         | 10 de julio de 1923      | 1 mes y 5 días           |
| 103                                                               |                                                                   | Víctor R. Celis Maturana                                          |                                                                   | Radical                                                           | 10 de julio de 1923        | 26 de diciembre de 1923  | 5 meses y 16 días        |
| 104                                                               |                                                                   | Luis Salas Romo                                                   |                                                                   | Radical                                                           | 26 de diciembre de 1923    | 7 de mayo de 1924        | 4 meses y 11 días        |
| -                                                                 |                                                                   | Enrique Mac-Iver Rodriguez (provisional)                          |                                                                   | Radical                                                           | 15 de mayo de 1924         | 2 de junio de 1924       | 18 días                  |
| 105                                                               | Enrique Mac-Iver Rodriguez                                        | 2 de junio de 1924                                                | 9 de junio de 1924                                                | Radical                                                           | 7 días                     |                          |                          |
| 106                                                               |                                                                   | Gustavo Silva Campo                                               |                                                                   | Radical                                                           | 9 de junio de 1924         | 11 de septiembre de 1924 | 3 meses y 2 días         |
| Suspensión del Congreso Nacional (por el Golpe de Estado de 1924) | Suspensión del Congreso Nacional (por el Golpe de Estado de 1924) | Suspensión del Congreso Nacional (por el Golpe de Estado de 1924) | Suspensión del Congreso Nacional (por el Golpe de Estado de 1924) | Suspensión del Congreso Nacional (por el Golpe de Estado de 1924) | 12 de septiembre de 1924   | 1 de marzo de 1926       | 1 año, 5 meses y 17 días |

#### República presidencial (1925-1973)
| N.º                                                                                      | Presidente de la Cámara de Diputados                                                     | Presidente de la Cámara de Diputados                                                     | Partido-Tendencia                                                                        | Partido-Tendencia                                                                        | Período                   | Período                  | Período                    |
| N.º                                                                                      | Presidente de la Cámara de Diputados                                                     | Presidente de la Cámara de Diputados                                                     | Partido-Tendencia                                                                        | Partido-Tendencia                                                                        | Inicio                    | Término                  | Tiempo en el cargo         |
| ---------------------------------------------------------------------------------------- | ---------------------------------------------------------------------------------------- | ---------------------------------------------------------------------------------------- | ---------------------------------------------------------------------------------------- | ---------------------------------------------------------------------------------------- | ------------------------- | ------------------------ | -------------------------- |
| 107                                                                                      |                                                                                          | Rafael Luis Gumucio Vergara                                                              |                                                                                          | Conservador                                                                              | 1 de marzo de 1926        | 28 de octubre de 1926    | 7 meses y 27 días          |
| 108                                                                                      |                                                                                          | José Francisco Urrejola Menchaca                                                         |                                                                                          | Conservador                                                                              | 28 de octubre de 1926     | 28 de octubre de 1929    | 3 años                     |
| 109                                                                                      |                                                                                          | Joaquín Tagle Ruiz                                                                       |                                                                                          | Conservador                                                                              | 28 de octubre de 1929     | 15 de marzo de 1930      | 6 meses y 17 días          |
| -                                                                                        |                                                                                          | Arturo Montecinos Rozas (provisional)                                                    |                                                                                          | Radical                                                                                  | 15 de mayo de 1930        | 22 de mayo de 1930       | 7 días                     |
| 110                                                                                      | Arturo Montecinos Rozas                                                                  | 22 de mayo de 1930                                                                       | 30 de noviembre de 1931                                                                  | Radical                                                                                  | 1 año, 6 meses y 8 días   |                          |                            |
| 111                                                                                      |                                                                                          | Littré Quiroga Arenas                                                                    |                                                                                          | Radical                                                                                  | 30 de noviembre de 1931   | 4 de junio de 1932       | 6 meses y 5 días           |
| Suspensión del Congreso Nacional (por el Golpe de Estado de 1932)                        | Suspensión del Congreso Nacional (por el Golpe de Estado de 1932)                        | Suspensión del Congreso Nacional (por el Golpe de Estado de 1932)                        | Suspensión del Congreso Nacional (por el Golpe de Estado de 1932)                        | Suspensión del Congreso Nacional (por el Golpe de Estado de 1932)                        | 4 de junio de 1932        | 19 de diciembre de 1932  | 6 meses y 15 días          |
| -                                                                                        |                                                                                          | Samuel Guzmán García (provisional)                                                       |                                                                                          | Liberal                                                                                  | 19 de diciembre de 1932   | 9 de enero de 1933       | 21 días                    |
| 112                                                                                      |                                                                                          | Gabriel González Videla                                                                  |                                                                                          | Radical                                                                                  | 9 de enero de 1933        | 10 de julio de 1933      | 6 meses y 1 día            |
| 113                                                                                      |                                                                                          | Gustavo Rivera Baeza                                                                     |                                                                                          | Liberal                                                                                  | 10 de julio de 1933       | 22 de mayo de 1935       | 1 año, 10 meses y 12 días  |
| 114                                                                                      |                                                                                          | Samuel Guzmán García                                                                     |                                                                                          | Liberal                                                                                  | 22 de mayo de 1935        | 15 de mayo de 1937       | 1 año, 11 meses y 23 días  |
| -                                                                                        |                                                                                          | Edmundo Fuenzalida Espinoza (provisional)                                                |                                                                                          | Liberal                                                                                  | 15 de mayo de 1937        | 24 de mayo de 1937       | 9 días                     |
| 115                                                                                      |                                                                                          | Gregorio Amunátegui Jordán                                                               |                                                                                          | Liberal                                                                                  | 24 de mayo de 1937        | 18 de mayo de 1941       | 3 años, 11 meses y 24 días |
| -                                                                                        |                                                                                          | Raúl Brañes Farmer (provisional)                                                         |                                                                                          | Radical                                                                                  | 15 de mayo de 1941        | 27 de mayo de 1941       | 12 días                    |
| 116                                                                                      |                                                                                          | Pelegrín Meza Loyola                                                                     |                                                                                          | Socialista                                                                               | 27 de mayo de 1941        | 10 de junio de 1941      | 14 días                    |
| 117                                                                                      |                                                                                          | Alfredo Rosende Verdugo                                                                  |                                                                                          | Radical                                                                                  | 10 de junio de 1941       | 2 de diciembre de 1941   | 5 meses y 22 días          |
| 118                                                                                      |                                                                                          | Pedro Castelblanco Agüero                                                                |                                                                                          | Radical                                                                                  | 2 de diciembre de 1941    | 4 de julio de 1944       | 2 años, 7 meses y 2 días   |
| 119                                                                                      |                                                                                          | Sebastián Santandreu Herrera                                                             |                                                                                          | Radical                                                                                  | 4 de julio de 1944        | 15 de mayo de 1945       | 10 meses y 11 días         |
| -                                                                                        |                                                                                          | Juan Antonio Coloma Mellado (provisional)                                                |                                                                                          | Conservador                                                                              | 15 de mayo de 1945        | 22 de mayo de 1945       | 7 días                     |
| 120                                                                                      | Juan Antonio Coloma Mellado                                                              | 22 de mayo de 1945                                                                       | 24 de mayo de 1949                                                                       | Conservador                                                                              | 4 años y 2 días           |                          |                            |
| 121                                                                                      |                                                                                          | Raúl Brañes Farmer                                                                       |                                                                                          | Radical                                                                                  | 24 de mayo de 1949        | 7 de noviembre de 1950   | 1 año, 5 meses y 14 días   |
| 122                                                                                      |                                                                                          | Astolfo Tapia Moore                                                                      |                                                                                          | Socialista Popular                                                                       | 7 de noviembre de 1950    | 15 de mayo de 1953       | 2 años, 6 meses y 8 días   |
| -                                                                                        |                                                                                          | Baltazar Castro Palma (provisional)                                                      |                                                                                          | Unión Nacional Independiente                                                             | 15 de mayo de 1953        | 26 de mayo de 1953       | 11 días                    |
| 123                                                                                      | Baltazar Castro Palma                                                                    | 26 de mayo de 1953                                                                       | 25 de mayo de 1955                                                                       | Unión Nacional Independiente                                                             | 1 año, 11 meses y 29 días |                          |                            |
| 124                                                                                      |                                                                                          | Julio Durán Neumann                                                                      |                                                                                          | Radical                                                                                  | 25 de mayo de 1955        | 15 de mayo de 1957       | 1 año, 11 meses y 20 días  |
| -                                                                                        |                                                                                          | Héctor Correa Letelier (provisional)                                                     |                                                                                          | Conservador Unido                                                                        | 15 de mayo de 1957        | 22 de mayo de 1957       | 7 días                     |
| 125                                                                                      | Héctor Correa Letelier                                                                   | 22 de mayo de 1957                                                                       | 9 de abril de 1958                                                                       | Conservador Unido                                                                        | 10 meses y 18 días        |                          |                            |
| 126                                                                                      |                                                                                          | Juan Luis Maurás Novella                                                                 |                                                                                          | Radical                                                                                  | 9 de abril de 1958        | 28 de octubre de 1958    | 6 meses y 19 días          |
| 127                                                                                      |                                                                                          | Raúl Juliet Gómez                                                                        |                                                                                          | Radical                                                                                  | 28 de octubre de 1958     | 15 de mayo de 1961       | 2 años, 6 meses y 17 días  |
| -                                                                                        |                                                                                          | Jacobo Schaulsohn Numhauser (provisional)                                                |                                                                                          | Radical                                                                                  | 15 de mayo de 1961        | 24 de mayo de 1961       | 9 días                     |
| 128                                                                                      | Jacobo Schaulsohn Numhauser                                                              | 24 de mayo de 1961                                                                       | 18 de diciembre de 1962                                                                  | Radical                                                                                  | 1 año, 6 meses y 24 días  |                          |                            |
| 129                                                                                      |                                                                                          | Hugo Miranda Ramírez                                                                     |                                                                                          | Radical                                                                                  | 18 de diciembre de 1962   | 12 de mayo de 1964       | 1 año, 4 meses y 24 días   |
| 130                                                                                      |                                                                                          | Raúl Morales Adriasola                                                                   |                                                                                          | Radical                                                                                  | 12 de mayo de 1964        | 15 de mayo de 1965       | 1 año y 3 días             |
| -                                                                                        |                                                                                          | Hugo Ballesteros Reyes (provisional)                                                     |                                                                                          | Demócrata Cristiano                                                                      | 15 de mayo de 1965        | 25 de mayo de 1965       | 10 días                    |
| 131                                                                                      | Hugo Ballesteros Reyes                                                                   | 25 de mayo de 1965                                                                       | 31 de enero de 1967                                                                      | Demócrata Cristiano                                                                      | 1 año, 8 meses y 6 días   |                          |                            |
| 132                                                                                      |                                                                                          | Alfredo Macario Lorca Valencia                                                           |                                                                                          | Demócrata Cristiano                                                                      | 31 de enero de 1967       | 14 de mayo de 1968       | 1 año, 3 meses y 14 días   |
| 133                                                                                      |                                                                                          | Héctor Valenzuela Valderrama                                                             |                                                                                          | Demócrata Cristiano                                                                      | 14 de mayo de 1968        | 15 de mayo de 1969       | 1 año y 1 día              |
| -                                                                                        | Héctor Valenzuela Valderrama (provisional)                                               | 15 de mayo de 1969                                                                       | 4 de junio de 1969                                                                       | Demócrata Cristiano                                                                      | 20 días                   |                          |                            |
| 134                                                                                      | Héctor Valenzuela Valderrama                                                             | 4 de junio de 1969                                                                       | 9 de septiembre de 1969                                                                  | Demócrata Cristiano                                                                      | 3 meses y 5 días          |                          |                            |
| 135                                                                                      |                                                                                          | Julio Silva Solar                                                                        |                                                                                          | MAPU                                                                                     | 9 de septiembre de 1969   | 16 de septiembre de 1969 | 7 días                     |
| 136                                                                                      |                                                                                          | Julio Mercado Illanes                                                                    |                                                                                          | Democracia Radical                                                                       | 16 de septiembre de 1969  | 12 de mayo de 1970       | 7 meses y 26 días          |
| 137                                                                                      |                                                                                          | Jorge Ibáñez Vergara                                                                     |                                                                                          | Radical                                                                                  | 12 de mayo de 1970        | 20 de julio de 1971      | 1 año, 2 meses y 8 días    |
| 138                                                                                      |                                                                                          | Fernando Sanhueza Herbage                                                                |                                                                                          | Demócrata Cristiano                                                                      | 20 de julio de 1971       | 15 de mayo de 1973       | 1 año, 9 meses y 25 días   |
| -                                                                                        | Fernando Sanhueza Herbage (provisional)                                                  |                                                                                          | 15 de mayo de 1973                                                                       | Demócrata Cristiano                                                                      | 29 de mayo de 1973        | 14 días                  |                            |
| 139                                                                                      |                                                                                          | Luis Pareto González                                                                     |                                                                                          | Demócrata Cristiano                                                                      | 29 de mayo de 1973        | 11 de septiembre de 1973 | 3 meses y 13 días          |
| Disolución del Congreso Nacional (por el Decreto Ley 27 de 1973 de la dictadura militar) | Disolución del Congreso Nacional (por el Decreto Ley 27 de 1973 de la dictadura militar) | Disolución del Congreso Nacional (por el Decreto Ley 27 de 1973 de la dictadura militar) | Disolución del Congreso Nacional (por el Decreto Ley 27 de 1973 de la dictadura militar) | Disolución del Congreso Nacional (por el Decreto Ley 27 de 1973 de la dictadura militar) | 24 de septiembre de 1973  | 11 de marzo de 1990      | 16 años, 5 meses y 15 días |

#### Retorno a la democracia (desde 1990)
| N.º                                               | Presidente de la Cámara de Diputados  | Presidente de la Cámara de Diputados   | Partido-Tendencia                     | Partido-Tendencia                          | Período                               | Período                               | Período                               |
| N.º                                               | Presidente de la Cámara de Diputados  | Presidente de la Cámara de Diputados   | Partido-Tendencia                     | Partido-Tendencia                          | Inicio                                | Término                               | Tiempo en el cargo                    |
| Presidentes de la Cámara de Diputados             | Presidentes de la Cámara de Diputados | Presidentes de la Cámara de Diputados  | Presidentes de la Cámara de Diputados | Presidentes de la Cámara de Diputados      | Presidentes de la Cámara de Diputados | Presidentes de la Cámara de Diputados | Presidentes de la Cámara de Diputados |
| ------------------------------------------------- | ------------------------------------- | -------------------------------------- | ------------------------------------- | ------------------------------------------ | ------------------------------------- | ------------------------------------- | ------------------------------------- |
| -                                                 |                                       | María Maluenda Campos (provisional)    |                                       | Partido por la Democracia                  | 11 de marzo de 1990                   | 11 de marzo de 1990                   | 0 días                                |
| 1                                                 |                                       | José Antonio Viera-Gallo Quesney       |                                       | Partido por la Democracia                  | 11 de marzo de 1990                   | 21 de julio de 1993                   | 3 años, 4 meses y 10 días             |
| 2                                                 |                                       | Jorge Molina Valdivieso                |                                       | Partido por la Democracia                  | 21 de julio de 1993                   | 11 de marzo de 1994                   | 7 meses y 18 días                     |
| 3                                                 |                                       | Jorge Schaulsohn Brodsky               |                                       | Partido por la Democracia                  | 11 de marzo de 1994                   | 3 de noviembre de 1994                | 7 meses y 23 días                     |
| 4                                                 |                                       | Vicente Sota Barros                    |                                       | Partido por la Democracia                  | 3 de noviembre de 1994                | 14 de marzo de 1995                   | 4 meses y 11 días                     |
| 5                                                 |                                       | Jaime Estévez Valencia                 |                                       | Partido Socialista                         | 14 de marzo de 1995                   | 19 de septiembre de 1996              | 1 año, 6 meses y 5 días               |
| 6                                                 |                                       | Gutenberg Martínez Ocamica             |                                       | Partido Demócrata Cristiano                | 19 de septiembre de 1996              | 11 de marzo de 1999                   | 2 años, 5 meses y 20 días             |
| 7                                                 |                                       | Carlos Montes Cisternas                |                                       | Partido Socialista                         | 11 de marzo de 1999                   | 23 de marzo de 2000                   | 1 año y 12 días                       |
| 8                                                 |                                       | Victor Jeame Barrueto                  |                                       | Partido por la Democracia                  | 23 de marzo de 2000                   | 3 de marzo de 2001                    | 11 meses y 8 días                     |
| 9                                                 |                                       | Luis Pareto González                   |                                       | Partido Demócrata Cristiano                | 3 de marzo de 2001                    | 11 de marzo de 2002                   | 1 año y 8 días                        |
| 10                                                |                                       | Adriana Muñoz D'Albora                 |                                       | Partido por la Democracia                  | 11 de marzo de 2002                   | 13 de marzo de 2003                   | 1 año y 2 días                        |
| 11                                                |                                       | María Isabel Allende Bussi             |                                       | Partido Socialista                         | 13 de marzo de 2003                   | 16 de marzo de 2004                   | 1 año y 3 días                        |
| 12                                                |                                       | Pablo Lorenzini Basso                  |                                       | Partido Demócrata Cristiano                | 16 de marzo de 2004                   | 6 de enero de 2005                    | 9 meses y 21 días                     |
| 13                                                |                                       | Gabriel Ascencio Mansilla              |                                       | Partido Demócrata Cristiano                | 6 de enero de 2005                    | 11 de marzo de 2006                   | 1 año, 2 meses y 5 días               |
| 14                                                |                                       | Antonio Leal Labrín                    |                                       | Partido por la Democracia                  | 11 de enero de 2006                   | 20 de marzo de 2007                   | 1 año y 9 días                        |
| 15                                                |                                       | Patricio Walker Prieto                 |                                       | Partido Demócrata Cristiano                | 20 de marzo de 2007                   | 13 de marzo de 2008                   | 11 meses y 22 días                    |
| 16                                                |                                       | Juan José Bustos Ramírez               |                                       | Partido Socialista                         | 13 de marzo de 2008                   | 7 de agosto de 2008                   | 4 meses y 25 días                     |
| -                                                 |                                       | Guillermo Ceroni Fuentes (provisional) |                                       | Partido por la Democracia                  | 7 de agosto de 2008                   | 14 de agosto de 2008                  | 7 días                                |
| 17                                                |                                       | José Francisco Encina Moriamez         |                                       | Socialista                                 | 14 de agosto de 2008                  | 11 de marzo de 2009                   | 6 meses y 25 días                     |
| 18                                                |                                       | Rodrigo Álvarez Zenteno                |                                       | Unión Demócrata Independiente              | 11 de marzo de 2009                   | 10 de marzo de 2010                   | 11 meses y 27 días                    |
| 19                                                |                                       | Alejandra Sepúlveda Orbenes            |                                       | Partido Regionalista de los Independientes | 11 de marzo de 2010                   | 15 de marzo de 2011                   | 1 año y 4 días                        |
| 20                                                |                                       | Patricio Melero Abaroa                 |                                       | Unión Demócrata Independiente              | 15 de marzo de 2011                   | 20 de marzo de 2012                   | 1 año y 5 días                        |
| 21                                                |                                       | Nicolás Monckeberg Díaz                |                                       | Renovación Nacional                        | 20 de marzo de 2012                   | 3 de abril de 2013                    | 1 año y 14 días                       |
| 22                                                |                                       | Edmundo Eluchans Urenda                |                                       | Unión Demócrata Independiente              | 3 de abril de 2013                    | 11 de marzo de 2014                   | 11 meses y 8 días                     |
| 23                                                |                                       | Aldo Cornejo González                  |                                       | Demócrata Cristiano                        | 11 de marzo de 2014                   | 17 de marzo de 2015                   | 1 año y 6 días                        |
| 24                                                |                                       | Marco Antonio Núñez Lozano             |                                       | Partido por la Democracia                  | 17 de marzo de 2015                   | 22 de marzo de 2016                   | 1 año y 5 días                        |
| 25                                                |                                       | Osvaldo Andrade Lara                   |                                       | Partido Socialista                         | 22 de marzo de 2016                   | 22 de marzo de 2017                   | 1 año                                 |
| 26                                                |                                       | Fidel Espinoza Sandoval                |                                       | Partido Socialista                         | 22 de marzo de 2017                   | 11 de marzo de 2018                   | 11 meses y 17 días                    |
| 27                                                |                                       | Maya Fernández Allende                 |                                       | Partido Socialista                         | 11 de marzo de 2018                   | 19 de marzo de 2019                   | 1 año y 8 días                        |
| Presidentes de la Cámara de Diputadas y Diputados |                                       |                                        |                                       |                                            |                                       |                                       |                                       |
| 28                                                |                                       | Iván Flores García                     |                                       | Partido Demócrata Cristiano                | 19 de marzo de 2019                   | 7 de abril de 2020                    | 1 año y 19 días                       |
| 29                                                |                                       | Diego Paulsen Kehr                     |                                       | Renovación Nacional                        | 7 de abril de 2020                    | 11 de marzo de 2022                   | 1 año, 11 meses y 4 días              |
| 30                                                |                                       | Raúl Soto Mardones                     |                                       | Partido por la Democracia                  | 11 de marzo de 2022                   | 7 de noviembre de 2022                | 7 meses y 27 días                     |
| 31                                                |                                       | Vlado Mirosevic Verdugo                |                                       | Partido Liberal                            | 7 de noviembre de 2022                | 24 de julio de 2023                   | 8 meses y 17 días                     |
| 32                                                |                                       | Ricardo Cifuentes Lillo                |                                       | Partido Demócrata Cristiano                | 24 de julio de 2023                   | 15 de abril de 2024                   | 8 meses y 22 días                     |
| 33                                                |                                       | Karol Cariola Oliva                    |                                       | Partido Comunista                          | 15 de abril de 2024                   | 24 de marzo de 2025                   | 11 meses y 9 días                     |
| 34                                                |                                       | José Miguel Castro Bacuñán             |                                       | Renovación Nacional                        | 7 de abril de 2025                    | En el cargo                           | 3 meses y 30 días                     |